# 德洞站
德洞站（：／ Tŏktong yŏk */?）是朝鮮民主主義人民共和國南浦市的一個鐵路車站，属于平南线。

## 历史
- 1938年7月8日：开始使用[1]。

## 邻近车站
平南线
新南浦站 - 德洞站 - 新寧里站